# Bața
Bața (węg. Baca) – wieś w Rumunii, w okręgu Bistrița-Năsăud, w gminie Petru Rareș. W 2011 roku liczyła 778 mieszkańców.